# Кріс Імпі
Крістофер Девід Імпі (нар. 25 січня 1956) - британський астроном, педагог і автор книг. Живе в США. Він є викладачем в Університеті Аризони з 1986 року. Імпі проводить дослідження з космології спостережень, зокрема галактик із низькою яскравістю поверхні, міжгалактичного середовища, а також обстежень активних галактик і квазарів. Як викладач, він вперше використовував навчальні технології для викладання природничих дисциплін для студентів, які не займаються науковими спеціальностями. Він написав чимало технічних статей та низку науково-популярних книг: «Монстри Ейнштейна Живий космос», «Як це закінчується», «Як це почалося», «Мрії про інші світи» та «Покір перед порожнечею». Він працював віце-президентом Американського астрономічного товариства, є членом Американської асоціації розвитку науки і професором Медичного інституту Говарда Хьюза. Також Impey працює в Дорадчій раді METI (Messaging Extraterrestrial Intelligence). Активно спіпрацює з онлайн-платформою Coursera.